# Valkyrie Profile (computerspel)
Valkyrie Profile (Japans: ヴァルキリープロファイル) is een computerspel voor het platform Sony PlayStation. Het spel werd uitgebracht op 22 december 1999 in Japan, maar in de Verenigde Staten op 29 augustus 2000.  